# 大村純昌
大村 純昌（おおむら すみよし）は、肥前国大村藩の第10代藩主。

## 生涯
天明6年（1786年）1月25日、第9代藩主・大村純鎮の長男として玖島城で生まれた。享和3年（1803年）1月23日、父の隠居により家督を継いだ。
財政再建を目指して藩政改革を行なうが失敗し、かえって財政窮乏を促進した上、家臣団の反発も招いた。このため、倹約や定免制の採用、他国製品の排除と自国製品の保護、生産化奨励などを行なっていくらか成功させている。
文化5年8月（1808年10月）、長崎にてフェートン号事件が勃発した際は、急を知らせる命を受け、幕府の長崎奉行松平康英と共にイギリス軍艦フェートン号に対して焼き討ちを行う為、藩兵を率いて長崎に急行する、しかしフェートン号が出航してしまい未遂に終わった。
文政11年（1828年）8月上旬と下旬の二度の嵐により、領内で家屋の倒壊や火災が発生し、溺死傷者も発生した。さらに田畑や山林が甚大な被害を受けた。
天保7年（1836年）11月23日、家督を四男の純顕に譲って隠居した。天保9年（1838年）10月5日に大村で死去した。享年53。
玖島城三の丸に、別邸として梶山御殿を建てた

## 系譜
父母
- 大村純鎮（父）
- 家臣大村鎮直の養女 ー 京の鉤氏の娘、側室（母）

正室
- 民 ー 亀井矩賢の娘

側室
- 仙 ー 家臣福田頼之の妹

子女
- 大村純鑑（長男）生母は仙（側室）
- 大村純徴（次男）生母は仙（側室）
- 大村純享（三男）生母は仙（側室）
- 大村純顕（四男）生母は仙（側室）
- 阿部正備[2]（五男）生母は仙（側室）
- 大村道純（六男）生母は仙（側室）
- 高木正功[3]（七男）生母は仙（側室）
- 小出英教[4]（八男）生母は仙（側室）
- 大村孝純（九男）生母は仙（側室）
- 大村純熈（十男）生母は仙（側室）
- 植村家興[5]（十一男）生母は仙（側室）
- 於咸（七女） ー 摂津国三田藩主九鬼精隆室、生母は仙（側室）
- 松平乗懿正室、生母は仙（側室）
- 相良長福正室、生母は仙（側室）